# Марин, Мариус
Мариус Михай Марин (рум. Marius Mihai Marin; 30 августа 1998, Тимишоара) — румынский футболист, полузащитник клуба «Пиза» и сборной Румынии. Участник чемпионата Европы 2024.

## Клубная карьера
Играть в футбол Мариус Марин начинал в своем родном городе Тимишоара. В 2016 году футболист отправился в Италию, где прошел подготовку в молодежной команде «Сассуоло» и после того, как ему исполнилось 18 лет, подписал с клубом профессиональный контракт на четыре года.
В сезоне 2017/18 для набора игровой практики футболист был отправлен в аренду в клуб Серии С «Катандзаро». Следующий сезон Марин также провел в аренде в Серии С в клубе «Пиза». С которым из-за переходного плей-офф завоевал право на повышение до Серии В. В конце сезона футболист покинул «Сассуоло» и вернулся в «Пизу» уже на постоянной основе.
В 2021 году за румынским футболистом следили ряд клубов итальянской Серии А, а также румынские ЧФР и «Стяуа». Но в итоге Марин остался в своем клубе, с которым подписал новый контракт до 2025 года.

## Карьера в сборной
Мариус Марин выступал в составе молодежной сборной Румынии.
Летом 2021 года был капитаном команды на летних Олимпийских Играх в Токио, где сыграл все три матча группового этапа.
В сентябре 2021 года в матче отбора к чемпионату мира 2022 против команды Лихтенштейна Мариус Марин дебютировал в составе национальной сборной Румынии.